# Hans Otte
Hans Günther Franz Otte (Plauen, 3 dicembre 1926 – Brema, 25 dicembre 2007) è stato un compositore, pianista, autore radiofonico e scrittore tedesco.

## Biografia
Otte studiò in Italia, in Germania e negli Stati Uniti all'Università di Yale, studiando tra gli altri con il compositore Paul Hindemith e il pianista Walter Gieseking.
Dal 1959 al 1984 lavorò come direttore musicale per Radio Bremen. Dall'inizio degli anni 1960 presentò, durante le trasmissioni da lui ideate per promuovere la musica contemporanea, giovani compositori dell'avanguardia statunitense, allora ancora sconosciuti, tra cui John Cage, David Tudor, Terry Riley e La Monte Young.
Il suo catalogo comprende oltre cento opere. Alcuni lavori di Otte, in particolare le suite per piano solo, sono caratterizzate da un pensiero  minimalista, sottile e sofisticato nella forma e nell'espressione musicale. I suoi lavori più noti sono Das Buch der Klänge (The Book of Sounds, 1979-82) e Stundenbuch (Book of Hours, 1991-1998).
Otte eseguiva spesso dal vivo le sue composizioni e la sua ultima apparizione in pubblico avvenne ad Amsterdam nel 1999. Alcune performance di Otte sono state registrate e si possono trovare in cd.
Nei suoi lavori Otte fece convergere profondi influssi della spiritualità asiatica ed europea, integrando diverse preghiere all'interno della tessitura musicale.
Nel 1991 la sua opera KlangHaus divenne un'installazione interattiva permanente presso il Neues Museum Weserburg Bremen, a Brema. La figura di Hans Otte è ancora piuttosto trascurata in Europa e il mondo culturale anglofono ha appena iniziato a considerarlo, come dimostra lo studio di Ingo Ahmels Hans Otte – Klang der Klaenge/Sound of Sounds, che esamina la biografia e le idee del compositore attraverso l'analisi dei suoi lavori e della sua estetica musicale, fornendo nuovi spunti per lo studio della sua figura artistica.